# Боб Рок
Роберт (Боб) Дженс Рок (англ. Robert Jens Rock; 19 квітня 1954, Вінніпег, Манітоба) — канадський музикант, звукорежисер та продюсер, автор пісень. Відомий своєю роботою з гуртами Aerosmith, The Cult, Bon Jovi, Metallica, Mötley Crüe, The Offspring, Simple Plan та іншими.

## Біографія
Рок почав свою музичну кар'єру в Ленгфорді (передмісті Вікторії в Британської Колумбії), як гітарист, граючи з друзями — Вільямом Александром та Полом Гайдом у колишньому підвалі. Після закінчення середньої школи, Рок їде з Вікторії і стає одним із засновників гурту Payola$, який став відомий завдяки хіту «Eyes of a Stranger». Пісня була використана як саундтрек до фільму «Valley girl» з Ніколасом Кейджем. 1983 року Payola$ став лауреатом премії «Juno» у номінації сингл року.
Рок працював асистентом у Little Mountain Sound Studios у Ванкувері. 1987 року Payola$ (який до того часу змінив свою назву на Paul Hyde and the Payolas) знову змінили свою назву на Rock and Hyde і випустили ще один успішний сингл у Канаді «Dirty Water».
1990 року Бобу Року було запропоновано стати продюсером альбому Metallica гурту Metallica (часто його називають «чорним альбомом»). Основною причиною цього рішення була висока оцінка музикантів Metallica його продюсування альбому Mötley Crüe Dr. Feelgood. Black Album вийшов 1991 року, і згодом Рок продюсував всі альбоми гурту до Death Magnetic, спродюсований Ріком Рубіном, а на альбомі 2003 року St. Anger Рок був не лише продюсером, а й виконав всі басові партії, оскільки гурт залишився без басиста після відходу Джейсона Ньюстеда.
2007 року «Payola$» повернули собі первинну назву, і знову стали активно гастролювати записавши мініальбом Langford Part One.
Рок як продюсер та музикант був відзначений 2007 року премією Juno за внесок у популярну музику.

## Дискографія

### Музикант
- 1981 — Payola$ — In a Place Like This
- 1982 — Payola$ — No Stranger to Danger
- 1982 — Strange Advance — Worlds Away
- 1983 — Payola$ — Hammer on a Drum
- 1985 — Paul Hyde & The Payola$ — Here's the World For Ya
- 1986 — Zappacosta — A to Z — гітарист
- 1987 — Rock and Hyde — Under the Volcano
- 1989 — Mötley Crüe — Dr. Feelgood
- 1992 — Rockhead — Guitar — бек-вокаліст
- 2003 — Metallica — St. Anger — бас-гітарист/співавтор пісень
- 2007 — Payola$ — Langford Part 1

### Звукоінженер
- 1979 — Prism — Armageddon
- 1979 — Survivor — Survivor
- 1980 — Private Lines — Trouble in School — помічник інженера
- 1980 — Prism — Young and Restless
- 1980 — Loverboy — Loverboy
- 1980 — Modernettes — Teen City
- 1981 — Loverboy — Get Lucky
- 1982 — Strange Advance — Worlds Away
- 1982 — Payola$ — No Stranger to Danger
- 1983 — Loverboy — Keep it Up
- 1983 — Payola$ — Hammer on a Drum
- 1984 — Krokus — The Blitz
- 1984 — Chilliwack — Look in Look Out
- 1985 — Paul Hyde and the Payolas — Here's the World for Ya
- 1985 — Northern Lights — Tears are Not Enough
- 1985 — Black 'n Blue — Without Love
- 1986 — Zappacosta — A to Z
- 1986 — Honeymoon Suite — The Big Prize
- 1986 — Paul Janz — Electricity
- 1986 — Bon Jovi — Slippery When Wet
- 1987 — Rock and Hyde — Under the Volcano
- 1987 — Loverboy — Wildside
- 1987 — Aerosmith — Permanent Vacation
- 1988 — Bon Jovi — New Jersey
- 1989 — Paul Dean — Hard Core

### Продюсер
- 1979 — Young Canadians — Hawaii (EP)
- 1979 — The Subhumans — Death Was Too Kind (EP)
- 1980 — Pointed Sticks — Perfect Youth
- 1981 — Payola$ — In a Place Like This
- 1986 — Zappacosta — A to Z
- 1987 — Rock and Hyde — Under the Volcano
- 1988 — Kingdom Come — Kingdom Come
- 1988 — Колін Джеймс
- 1989 — The Cult — Sonic Temple
- 1989 — Blue Murder — Blue Murder
- 1989 — Mötley Crüe — Dr. Feelgood
- 1990 — Little Caesar — Little Caesar
- 1990 — Electric Boys — Funk 'o Metal Carpet Ride
- 1991 — Девід Лі Рот — A Little Ain't Enough
- 1991 — Metallica — Metallica
- 1991 — Mötley Crüe — Decade of Decadence
- 1992 — Шер — Love Hurts
- 1992 — Bon Jovi — Keep the Faith
- 1992 — Rockhead — Rockhead
- 1993 — The Quireboys — Bitter Sweet & Twisted
- 1994 — Mötley Crüe — Mötley Crüe
- 1994 — The Cult — The Cult
- 1995 — Skid Row — Subhuman Race
- 1996 — Metallica — Load
- 1997 — Metallica — ReLoad
- 1997 — Veruca Salt — Eight Arms to Hold You
- 1998 — Metallica — Garage Inc. (Диск 1)
- 1998 — Bryan Adams — On a Day Like Today
- 1998 — Mötley Crüe — Greatest Hits (новий матеріал)
- 1999 — Tal Bachman
- 1999 — Metallica — S&M
- 2000 — Moffatts — Submodalities
- 2000 — Nina Gordon — Tonight and the Rest of My Life
- 2000 — Paul Hyde — Living off the Radar
- 2001 — American Hi-Fi — American Hi-Fi
- 2001 — Antifreez — The Sunshine Daisies
- 2001 — The Cult — Beyond Good and Evil
- 2002 — Our Lady Peace — Gravity
- 2003 — Tonic — Head on Straight
- 2003 — Metallica — St. Anger
- 2004 — The Tea Party — Seven Circles
- 2004 — Simple Plan — Still Not Getting Any...
- 2005 — Mötley Crüe — Red, White & Crüe (новий матеріал)
- 2005 — Our Lady Peace — Healthy in Paranoid Times
- 2006 — Nina Gordon — Bleeding Heart Graffiti
- 2006 — Lostprophets — Liberation Transmission
- 2006 — Joan Jett & the Blackhearts — Sinner
- 2006 — The Tragically Hip — World Container
- 2007 — Payola$ — Langford Part 1
- 2007 — Майкл Бубле — Call Me Irresponsible
- 2008 — Гевін Россдейл — Wanderlust
- 2008 — The Offspring — Rise and Fall, Rage and Grace
- 2008 — The Sessions — The Sessions Is Listed As In A Relationship
- 2008 — D.O.A. — Northern Avenger
- 2009 — The Tragically Hip — We Are The Same
- 2009 — 311 — Uplifter
- 2010 — Bush — Everything Always Now
- 2012 — The Offspring — Days Go By